# كباب ألانيا

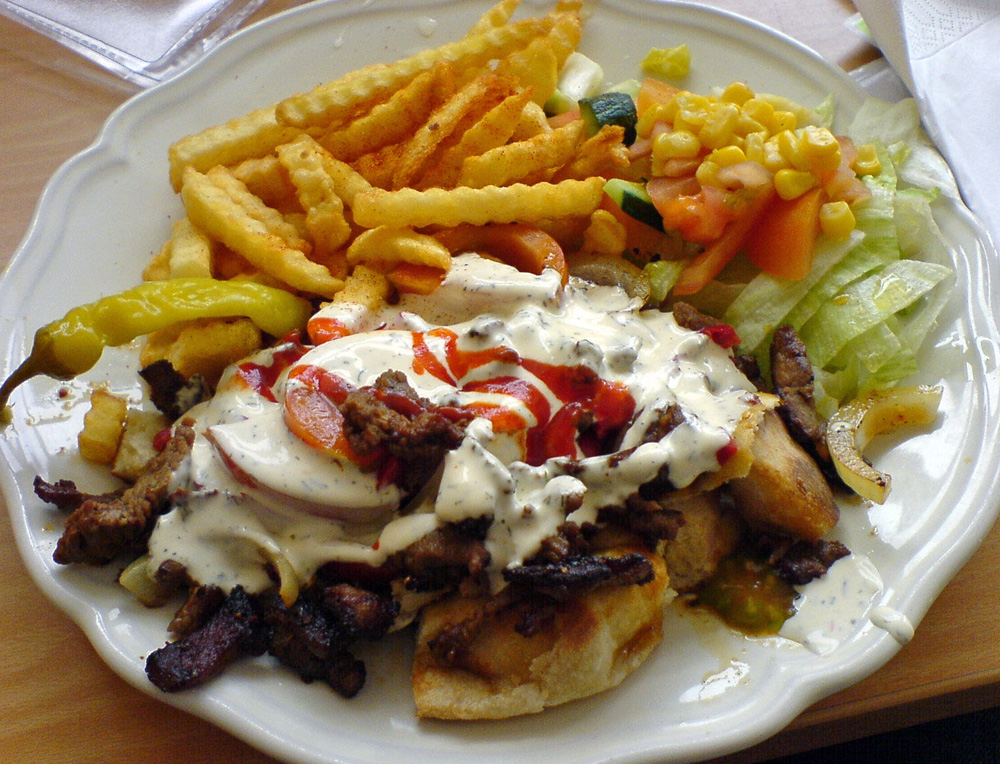
كباب ألانيا

كباب ألانيا (بالتركية: Alanya kebabı) هو نوع من أنواع الكباب يتكون من لحم البقر وقطعة من الخبز والطماطم (البندورة) المتبلة مع صلصة الفلفل الحار. تم صنع أول طبق من هذا النوع في ألمانيا، ثم أُطلق عليه هذا الاسم نسبةً إلى مدينة ألانيا في تركيا. انتشر هذا الطبق لاحقًا إلى أجزاء مختلفة من أوروبا، وأصبح شائعًا بشكل خاص بين الجاليات التركية والأوروبية.
يتميز كباب ألانيا بنكهته الحارة والمميزة التي تعتمد على التوابل التركية التقليدية، ويقدم عادةً مع الخبز الطازج والسلطات الجانبية، ما يجعله خيارًا مفضلًا لمحبي المأكولات الحارة والمشبعة بالنكهات. يُعتبر هذا الطبق مثالًا على التبادل الثقافي بين تركيا وأوروبا، حيث جمع بين المكونات الأصلية والأساليب الطهو الجديدة.

## اقرأ أيضاً
- قائمة أنواع الكباب